# جايمي أغيلار ألفاريز
جايمي أغيلار ألفاريز (بالإسبانية: Jaime Aguilar Álvarez)‏ هو سياسي مكسيكي، ولد في 4 أغسطس 1938 في ولاية تلاكسكالا في المكسيك. حزبياً، نشط في الحزب الثوري المؤسساتي. وقد انتخب عضو مجلس النواب المكسيك.